# Реагент Теббе
Реаге́нт Те́ббе (химическая формула — (C5H5)2TiCH2ClAl(CH3)2) — это металлоорганическое соединение, используемое в органическом синтезе для метиленирования карбонильных соединений, то есть превращения соединений типа R2C=O в терминальные алкены вида R2C=CH2.
Реагент Теббе представляет собой красное кристаллическое вещество, пирофорное в присутствии воздуха. Данное соединение было получено американским учёным Фредериком Теббе в 1978 году.

## Физические свойства
Реагент Теббе хорошо растворим в толуоле, бензоле и дихлорметане; при низкой температуре растворяется также в тетрагидрофуране, хотя и неустойчив в эфирных растворителях; практически нерастворим в насыщенных углеводородах.

## Получение
Реагент Теббе получают из титаноцендихлорида ((C5H5)2TiCl2) и триметилалюминия в толуоле при комнатной температуре. Однако поскольку выделение реагента в чистом виде является достаточно сложным и времезатратным, были разработаны подходы к получению комплекса и проведению реакций метиленирования in situ.

## Применение в органическом синтезе
Реагент Теббе используется в синтезе для метиленирования карбонильных соединений. При этом он является источником реакционноспособного метилидентитаноцена ((C5H5)2Ti=CH2), образование которого ускоряется в присутствии оснований Льюиса, например, тетрагидрофурана или пиридина.
Движущим свойством реакции является оксофильность титана. Результат процесса напоминает реакцию Виттига, однако реагент Теббе имеет гораздо более широкую область применения. Так, он способен метиленировать не только альдегиды и кетоны, но также он взаимодействует со сложными эфирами и амидами, превращая их в виниловые эфиры и енамины. Реагент применим для метиленирования субстратов, содержащих двойные связи. Известно, однако, что с некоторыми алкенами он образует титанациклобутаны. Несмотря на то, что таковые сами являются важными полупродуктами для получения дальнейших производных, этот побочный процесс может снизить выход целевого продукта. Поэтому иногда реакционные смеси нагревают примерно до 60 °С, чтобы разложить титанациклобутан на исходные алкен и метилидентитаноцен.
Несмотря на то, что разработаны аналоги реагента Теббе с более длинными алкилиденовыми заместителями, данная методология применяется, в основном, только для переноса метиленовой группы.

## Хранение и использование
Реагент Теббе в твёрдом виде чувствителен к воздуху и может проявлять пирофорные свойства, поэтому обычно его хранят в виде раствора в толуоле. Однако пирофорность сохраняется в некоторой степени даже в растворе. При работе с ним необходимо обеспечивать инертную атмосферу, а сам реагент следует переносить из сосуда в сосуд стандартными методами, применяемыми при работе с литий- и магнийорганическими реагентами, то есть при помощи шприца или через длинную иглу.